# 喜蔵院

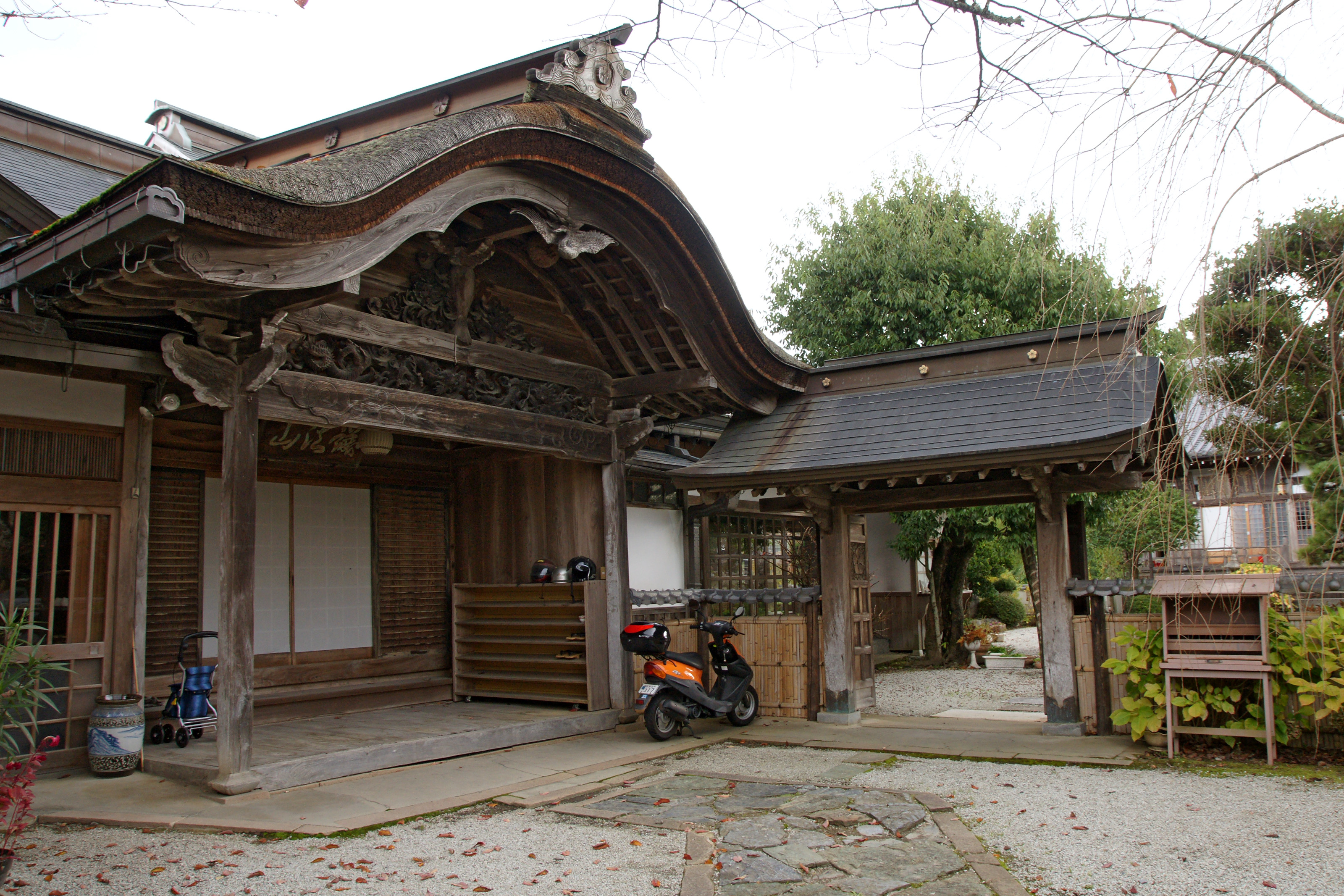
玄関

喜蔵院（きぞういん）は、奈良県吉野郡吉野町にある大峰山の護持院。本山修験宗別格本山。役行者霊蹟札所。山号は吉野山。開山は円珍（智証大師）。

## 概要
桜の名所として知られる吉野山の中腹に位置する。平安時代に京都聖護院の一院として創建された。江戸時代には儒学者熊沢蕃山が滞在したとされ、境内にはその際の句碑が残されている。現在は宿坊も営み、本山修験宗の大峯奥駈修行の重要寺院としても知られている。

## 文化財
- 吉野大天狗像
  - 年代、作者不明。
- 桜の譜
  - 1796年、画家三熊露香の作。

## 交通アクセス
- 近鉄吉野線吉野駅より吉野ロープウェイ乗り換え「吉野山」下車、徒歩約40分

## 寺院周辺
- 金峯山寺
- 桜本坊
- 如意輪寺
- 竹林院
- 吉水神社

## 関連寺院
- 聖護院
- 大峯山寺